# Pausa-Mühltroff
Pausa-Mühltroff (do 31 grudnia 2012 Pausa/Vogtl., Pausa/Vogtland) – miasto w Niemczech, w kraju związkowym Saksonia, w powiecie Vogtland. Do 31 grudnia 2012 siedziba wspólnoty administracyjnej Pausa.
1 stycznia 2013 do miasta przyłączono miasto Mühltroff i nazwę jego z Pausa/Vogtl. zmieniono na Pausa-Mühltroff.

## Współpraca
Miejscowości partnerskie:
- Březová, Czechy
- Neunkirchen, Nadrenia Północna-Westfalia
- Selbitz, Bawaria